# Serdar Saatçı
Serdar Saatçı, né le 14 février 2003 à Istanbul, est un footballeur turc qui évolue au poste de défenseur central à Trabzonspor.

## Biographie
Saatçı commence à jouer au football à Istanbul, fréquentant dès 2013 le club de Bayrampaşa, avant de rejoindre l'académie du Beşiktaş dès l'année suivante,.

### Carrière en club
Alors qu'il a gravis tous les échelons des équipes de jeunes du club stambouliote, Saatçı signe son premier contrat professionnel avec le Beşiktaş en février 2020,,.
Intégré à l'équipe première pour la saison suivante — alors qu'il vient de prolonger son contrat avec le BJK, —, le jeune défenseur joue son premier match officiel le 17 décembre 2020, remplaçant le vice-champion du monde Domagoj Vida lors d'une victoire 3-1 contre le Tarsus İdman Yurdu (en) en coupe de Turquie,.
Après une saison où il figure sur la majorité des feuilles de matchs sans toutefois entrer en jeu, avec un Beşiktaş qui finira champion, Saatçı fait finalement ses débuts en Süper Lig le 24 septembre 2021, contre l'Altay SK,. Alors que son club cumule les blessures en charnière, il enchaine avec une première titularisation en Ligue des champions le 28 septembre 2021, pour le match de phase de groupe contre l'Ajax, à Amsterdam,. Le match se termine par une défaite 2-0, où l'abnégation d'une équipe turque diminués est tout de même relevée face à un club ajacide très dominant en ce début de campagne européenne,.

### Carrière en sélection
International turc dès les moins de 15 ans, Saatçı progresse jusqu'aux moins de 17 ans, avant d'être directement promu avec les espoirs en 2021,.

## Palmarès
Serdar Saatçı fait partie de l'équipe du Beşiktaş JK qui remporte le doublé coupe-championnat en 2021, sans toutefois entrer en jeu en Süper Lig, mais jouant en coupe lors d'un match de décembre, et figurant également sur le banc pour toutes les autres rencontres, finale incluse.
En 2025, il est finaliste de la Coupe de Turquie avec Trabzonspor. 